# Magnoliasläktet
Magnoliasläktet (Magnolia) är ett växtsläkte som omfattar 210 arter. Arterna förekommer naturligt i Asien, Nord- och Sydamerika. De nordliga arterna har en typisk arcto-tertiär utbredning. Många odlade sorter finns som trädgårdsväxter. De trivs bäst i soliga och vindskyddade lägen. Vissa arter föredrar alkalisk jord, andra sur.
Arterna i magnoliasläktet är sinsemellan ganska olika varandra. Det finns både lövfällande och städsegröna magnolior. De är träd eller buskar. Bladen är vanligen ovala och otandade. Blommorna är oftast stora och doftar. Blomfärgen är vit, rosa, lila eller gul. Knopparna är känsliga för frost.
Magnoliorna är ett mycket gammalt släkte som fanns före bina. Blommorna utvecklades därför för att pollineras av skalbaggar. Man har funnit fossila lämningar av Magnolia acuminata som är 20 miljoner år gamla.
Släktet är uppkallat efter Pierre Magnol (1638–1715), en botaniker som var föreståndare för den botaniska trädgården i Montpellier i Frankrike.

## Referenser

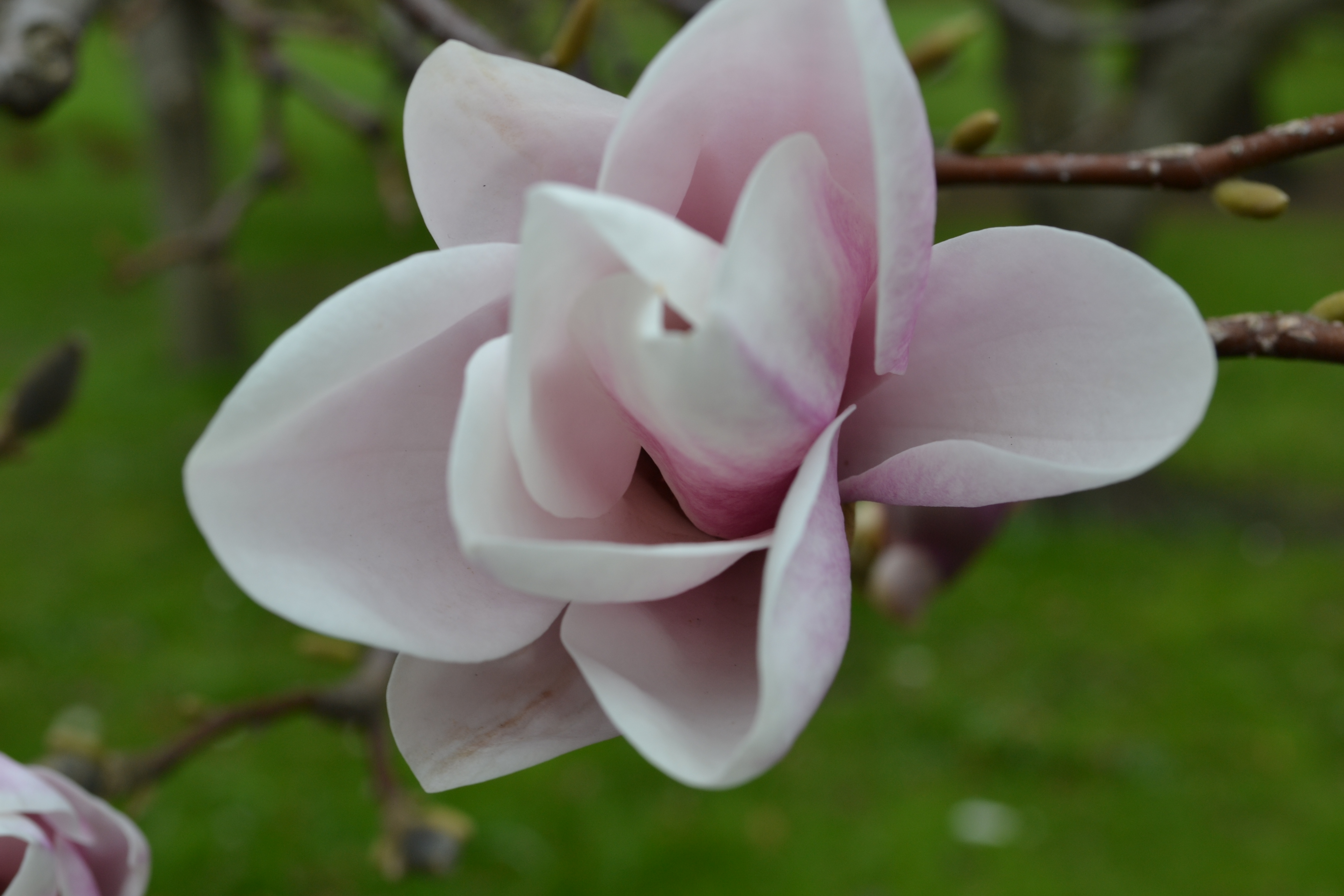
Blommande magnolia